# BMW G60
Con la sigla BMW G60 si intende la ottava generazione della BMW Serie 5, autovettura di segmento E prodotta dalla casa automobilistica tedesca BMW presentata il 24 maggio 2023 e in produzione a partire dalla fine di luglio 2023.
Oltre alla classica berlina è disponibile anche in carrozzeria Touring (cioè familiare), siglata come G61.

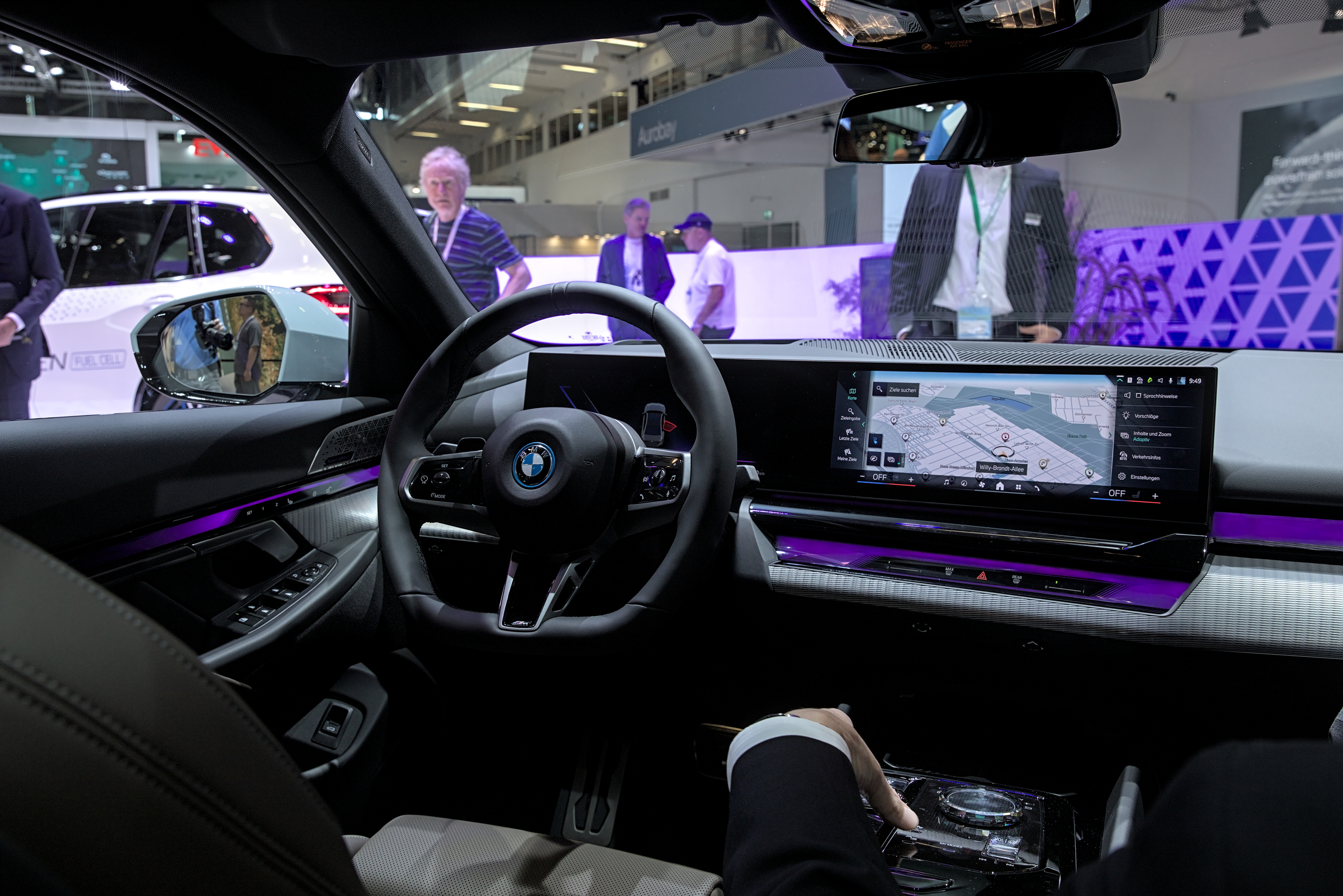
Interni

## Profilo e contesto

### Meccanica e telaio
La base di partenza per la progettazione e costruzione della Serie 5 G60 è la piattaforma Cluster Architecture (pianale BMW CLAR), la stessa struttura che è alla base di tutti i modelli BMW dotati di motore a combustione endotermica montato longitudinalmente e trazione posteriore; in particolare deriva dall'ultima evoluzione che ha esordito con la Serie 7 G70. La G60 ha un sottoscocca quasi completamente piatto, con un ridotto coefficiente di resistenza aerodinamica pari a d 0,23. Rispetto alla G30, la G60 è più lunga di 97 mm, più larga di 33 mm e più alta di 36 mm, mentre il suo passo è stato incrementato di 20 mm.
La nuova piattaforma presenta una sospensione anteriore a doppio braccio oscillante con molle elicoidali per tutti i modelli, mentre al posteriore c'è un multilink con molle pneumatiche per le versioni elettriche e molle elicoidali per i modelli a combustione interna. Il sistema con quattro ruote sterzanti (Integral Active Steering), che sterza le ruote posteriori fino a 2,5 gradi è optional, così come le barre antirollio attive e gli ammortizzatori adattivi.

### Motori e dotazione
La Serie 5 G60 al lancio è offerta con una gamma motori turbo sia benzina che diesel. Viene offerto anche come ibrido plug-in. Tutti i modelli sono dotati di serie della trasmissione automatica.
Il sistema di trazione integrale xDrive di BMW è optional su alcuni modelli base ed è di serie sui modelli top di gamma.
La G60 è la prima BMW a presentare il sistema di infotainment iDrive 8.5 basato su software Linux. L'interfaccia proviene dal BMW Curved Display che combina il quadro strumenti da 12,3 pollici e il sistema di infotainment da 14,9 pollici con un'interfaccia touch screen.
La Serie 5 G60 viene offerta per la prima volta senza opzione degli interni in pelle, ma a parte il tessuto si può avere a richiesta gli interni in Alcantara.

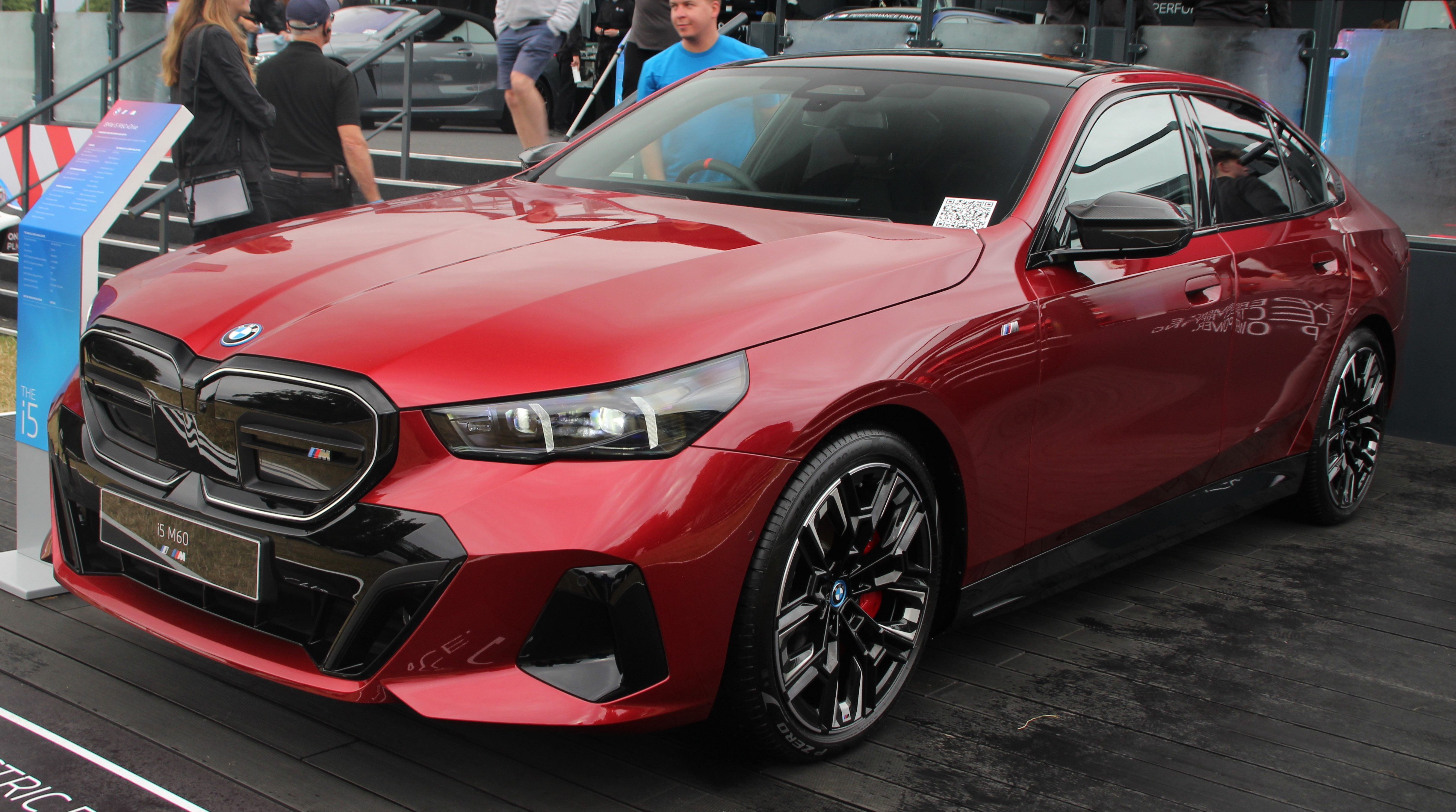
BMW i5 M60

### BMW i5
La BMW i5 è la versione elettrica a batteria della Serie 5 (G60). È costruito sulla stessa linea della catena di montaggio di Dingolfing delle auto con motori a combustione interna e ibridi plug-in. La berlina i5 è stata annunciata nel maggio 2023 insieme con la G60 convenzionale.
L'i5 ha una distribuzione dei pesi equilibrata sugli assi pari quasi al 50:50, una costruzione alleggerita e una maggiore rigidità della scocca. Il bagaglio dalla capacità di 490 litri, è 30 litri più piccolo rispetto alle altre Serie 5.
È disponibile anche la ricarica rapida di livello 2 CC e BMW stima che la batteria possa essere ricaricata dal 10 al 100% in circa 30 minuti con una velocità di ricarica massima pari a 205 kW. La ricarica standard AC è di 11 kW, ma richiesta è disponibile anche quella da 22 kW.